# Frans Goelen
Frans Jacobus Johannes Maria Goelen (Turnhout, 1 oktober 1905 - aldaar, 17 mei 1965) was een Belgisch onderwijzer en politicus voor de CVP.

## Levensloop
Frans Goelen was een onderwijzer die zich na de Tweede Wereldoorlog inzette voor de plaatselijke CVP-afdeling. Hij werd verkozen tot volksvertegenwoordiger voor het arrondissement Turnhout en vervulde dit mandaat tot in 1949.